# Борвич, Михал Максимилиан
Ми́хал Максими́лиан Бо́рвич, собственно Макс Борухович (пол. Michał Maksymilian Borwicz, Maks Boruchowicz, 11 октября 1911, Краков — 31 августа 1987, Ницца; по другим сведениям — Париж) — польский поэт, прозаик, публицист, мемуарист, историк польского еврейства. Писал на польском, идиш и французском языках.

## Биография
Сын Адольфа Боруховича и Анны Розенвальд. Закончил философский факультет Ягеллонского университета. Дебютировал в 1934 как литературный критик под именем Максимилиан Борухович. C началом войны попал в немецкий плен, бежал. Очутился во Львове. В 1942—1943 — узник Яновского концентрационного лагеря во Львове, откуда ему при помощи двух львовян снова удалось бежать. Воевал в партизанском отряде. В 1945—1947 работал в Центральной еврейской исторической комиссии в Кракове. Опубликовал серию документов о положении и судьбах польских евреев при нацистской оккупации, о восстании в Краковском гетто, о литературе, написанной в лагере; помимо позднейших публикаций на французском языке, они выходили на испанском, иврите и др. С 1947 жил во Франции, продолжал историческую и публикаторскую работу. В 1953 защитил в Сорбонне диссертацию по социологии под руководством Жоржа Гурвича. На подготовленную им книгу очерков и материалов Литература в лагере (1946, фр. пер. 1954, переизд. 1973) не раз ссылался Чеслав Милош. Собрал документальное досье по «делу Терца-Аржака» (опубл. в кн. прозы Н.Аржака Говорит Москва, Париж, 1966, на франц.яз.). В 1981 посетил Польшу.
В согласии с завещанием похоронен в Израиле.

## Публикации
- Miłość i rasa (1938, повесть)
- Dokumenty zbrodni i męczeństwa (1945, подготовка к изданию, в соавторстве)
- …Zaglady ghetta w Krakowie (1946, подготовка к изданию, в соавторстве; франц. изд. 1966, многократно переиздавалось)
- Uniwersytet zbirów (1946, воспоминания)
- Ze śmiercią na ty (1946, книга стихотворений)
- Literatura w obozie (1946, франц. пер. 1954, неоднократно переиздавался)
- Organizowanie wściekłości (1947, предисловие Зофьи Налковской)
- Pieśń ujdzie cało: antologia wierszy o Żydach pod okupacją niemiecką (1947, составление и предисловие)
- Pieśń ginących: z dziejów twórczości Żydów pod Hitlerowską okupacją (1947, составление)
- 1000 ans de vie juive en Pologne (1955, редактор)
- Vies interdites (1968)
- Auschwitz selon Varsovie ou chambres à gaz dejudaisées (1970)
- Spod szubienicy w teren (1980, воспоминания)
- Ludzie, książki, spory …(1980)